# 23110 Ericberne
23110 Ericberne este un asteroid din centura principală de asteroizi.

## Descriere
23110 Ericberne este un asteroid din centura principală de asteroizi. A fost descoperit pe 2 ianuarie 2000 la Fountain Hills (Arizona) de Charles W. Juels. Asteroidul prezintă o orbită caracterizată de o semiaxă mare de 2,28 ua, o excentricitate de 0,09 și o înclinație de 5,0° în raport cu ecliptica.